# Maladie liée au mode de vie
Les maladies liées au style de vie ou maladies de civilisation sont définies comme des maladies liées à la façon dont les gens vivent leur vie. La fréquence d'apparition de ces maladies semble augmenter au fur et à mesure que les pays deviennent plus industrialisés et que les gens vivent plus longtemps. Elles sont souvent dues à une mauvaise alimentation,,, à la consommation d'alcool, de tabac, de drogue, ainsi qu'à un manque d'activité physique. Les maladies liées au mode de vie sont les maladies cardiovasculaires,, l'accident vasculaire cérébral, le cancer,, l'obésité et le diabète de type 2,, mais également la maladie d'Alzheimer,, la démence vasculaire, les varices, les hémorroïdes, la thrombose veineuse, l'hypertension, l'arthrose, l'arthrite et la goutte, l'athérosclérose, l'asthme, l'hépatite et la cirrhose, la lithiase biliaire, la diverticulose, l'appendicite, la hernie hiatale, la maladie de Crohn, la bronchopneumopathie chronique obstructive, le syndrome métabolique, l'insuffisance rénale chronique, l'ostéoporose, la dépression, les caries, l'acné et le syndrome de la fesse morte.
Le fait que les descendants des immigrants de pays pauvres ont les mêmes taux de maladies que les autochtones de leur pays de destination indique que ces maladies ne sont pas liées à des facteurs génétiques mais bien à des facteurs environnementaux.
Une étude publiée en 2009 et portant sur le suivi de plus de 23 153 Allemands pendant une durée moyenne de 7,8 ans a mis en évidence les effets d'un mode de vie sain sur les maladies chroniques. Celui-ci est défini dans l'étude par 4 facteurs : ne pas fumer, avoir un IMC inférieur à 30, effectuer 3,5 h d'activité physique par semaine et avoir une alimentation saine (riche en fruits, légumes et pain complet et pauvre en viande). Les participants ayant suivi ce mode de vie dans son entièreté (9 % du total) avaient un risque 78 % plus faible de développer une maladie chronique que ceux ne l'ayant pas du tout suivi (moins de 4 %). Dont 93 % plus faible pour le diabète de type 2, 81 % pour l'infarctus du myocarde, 50 % pour l'accident vasculaire cérébral et 36 % pour le cancer.

## Alimentation
La majorité de ces maladies courantes en occident sont relativement rares dans les pays qui n'ont pas adopté l'alimentation de type occidental des pays développés, tout comme elles étaient rares dans les pays occidentaux avant le premier quart du 20e siècle.
Les principales différences de l'alimentation des pays développés par rapport aux pays pauvres concernent :
- Protéines : elles proviennent principalement de sources animales plutôt que végétales.
- Glucides : l'énergie totale fournie par les glucides est deux fois moindre et la moitié de celle-ci vient des sucres.
- Matières grasses : elles fournissent trois fois plus d'énergie, principalement de sources animales plutôt que végétales.
- Fibres : leur apport est de trois à cinq fois plus faible, la majorité provenant des fruits et légumes plutôt que d'aliments de base riches en amidon.
- Sel : sa consommation est de 10 à 15 g par jour, contre un peu plus d'1 g pour les chasseurs-cueilleurs - chez qui la pression artérielle n'augmente pas avec l'âge.

## Smog électromagnétique?
Un nombre croissant d'études évoquent ou démontrent des effets biologiques et environnementaux des champs électromagnétiques (effets thermiques ou non-thermiques, direct ou indirects) de l'exposition à des radiofréquences non ionisantes. On a ainsi récemment découvert (par hasard) à l'Université de l'Iowa que des champs électriques et magnétiques statiques peuvent contrôler le diabète (l'une des maladies de civilisation les plus importantes) chez la souris de laboratoire ; en réduisant sa glycémie et en régulant sa réponse à l’insuline ; Après la parution de cette étude, Louis Slesin dans la revue Microwave News a évoqué une étude de dix ans plus anciennes , produite par Samuel Milham (du Ministère de la santé de l'État de Washington), qui posait l'hypothèse qu'une grande partie des maladies dites de civilisation seraient des maladies émergentes du XXe siècle, dues à l'électrification et à l'exposition aux champs électromagnétique qu'elle a induit, plutôt qu'aux autres changements de mode de vie).